# Вахівка
Ва́хівка — село в Україні, у Вишгородському районі Київської області. Населення становить 326 осіб. Входить до складу Димерської селищної громади.
Село Вахівка засноване у 1813 р. Покровителем села Вахівка вважається святий апостол Лука. Раніше це був край глухих і непрохідних лісів та озер. Потім на берегах річок і озер, на піщаних дюнах люди будували свої оселі. Керівником цього поселення був пан Вахов. Тому і назва села — Вахівка. У 1845—1870 р. у селі Вахівка жило 330 жителів. 
15 листопада 1921 р. під час Листопадового рейду у Вахівці зупинилася на ночівлю Подільська група (командувач Малярчук Сергій) Армії Української Народної Республіки. 16 листопада тут до групи приєднався загін отамана Орлика.
У 1927 р. була збудована школа. У 1941 р. був перший випуск учнів сьомого класу. Але на початку радянсько-німецького періоду Другої Світової Війни школу закрили. 10 жовтня 1943 року село Вахівка було відвойоване від окупантів.
У 2015 році була побудована церква апостола Луки. Настоятелем церкви є о. Анатолій.
Зараз село Вахівка дуже красиве. Біля Вахівки ростуть ліси, у яких є багато ягід та грибів. За селом протікає річка Здвиж. В селі Вахівка на даний момент[коли?] проживає 60 сімей.

## Джерела

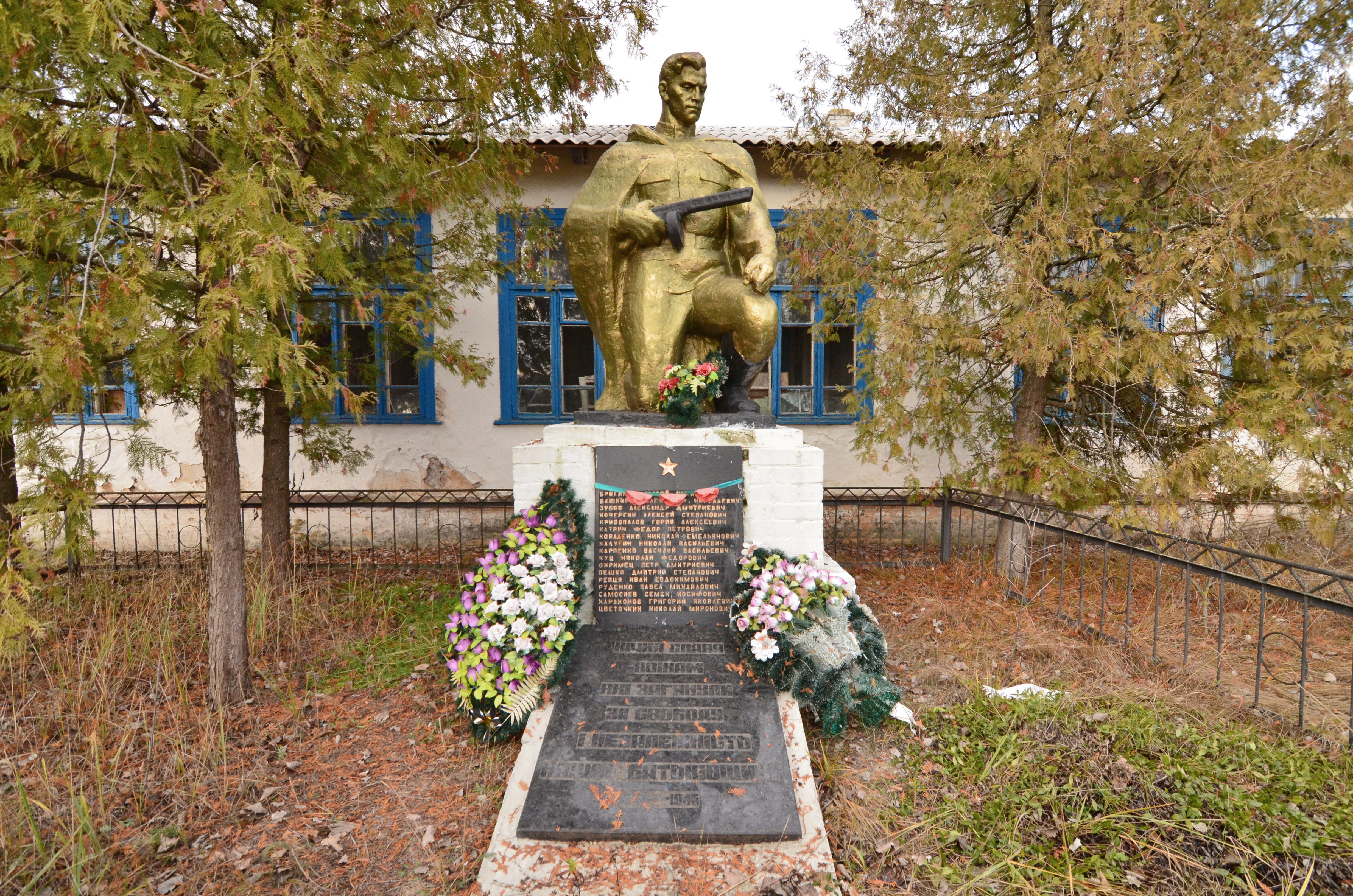
Братська могила радянських воїнів, що загинули у 1943 р.